# Lyssomanes leucomelas
Lyssomanes leucomelas là một loài nhện trong họ Salticidae.
Loài này thuộc chi Lyssomanes. Lyssomanes leucomelas được Cândido Firmino de Mello-Leitão miêu tả năm 1917.